# Inde aux Jeux olympiques d'été de 1936
L'Inde participe aux Jeux olympiques d'été de 1936 qui se déroulent à Berlin en Allemagne. Il s'agit de sa sixième participation à des Jeux d'été. La délégation indienne est composée de  vingt-quatre athlètes, tous masculins. Elle est présente en Lutte, en Haltérophilie , en Athlétisme et surtout en Hockey sur gazon. C’est en effet ce sport qui permet aux représentants indiens de conquérir leur seule médaille mais dans le plus beau métal. Une médaille d’or obtenue après leur large victoire en finale sur l’équipe allemande (8 buts à 1).

## Tous les médaillés
| Médaille      | Nom | Sport            | Épreuve |
| ------------- | --- | ---------------- | ------- |
| Médaille d'or | Richard James Allen, Calyle Carrol Tapsell, Mohd Hussain, Baboo Narsoo Nimal, Earnest John Goodsir-Cullen, Joseph Galibardy, Shabban Shahab-ud-Din, Iqtidar Ali Shah Dara, Dhyan Chand, Roop Singh Bais, Syed Mohd Jafar, Lionel Emmett, Peter Paul Fernandez, Garewal Gurcharan Singh, Ahsan Mohd Khan, Murza Nasir-ud-Din Masood, Cyril James Michie, Joseph Phillip, Ahmed Sher Khan Sher | Hockey sur gazon |         |

## Sources
- (fr) Inde sur le site du Comité international olympique
- (en) Bilan sportif complet sur le site olympedia.org